# Síndrome de Stevens-Johnson
Síndrome de Stevens–Johnson (SSJ) é uma reação adversa grave da pele a medicamentos ou infeções. A SSJ e a necrólise epidérmica tóxica (NET) são duas formas da mesma doença, sendo a SSJ a menos grave. Os sintomas iniciais de SSJ são febre e sintomas semelhantes aos da gripe. Alguns dias mais tarde, a pele começa a ganhar bolhas, exfoliar e descolar, dando origem a áreas de carne viva dolorosas. Geralmente a doença também afetas as mucosas, como a boca. Entre as possíveis complicações estão desidratação, sepse, pneumonia e múltipla falência de órgãos.
A causa mais comum é uma reação adversa a medicamentos como a lamotrigina, carbamazepina, alopurinol, sulfonamidas e nevirapina. Entre outras possíveis causas estão infeções por Mycoplasma pneumoniae e citomegalovírus, embora em muitos casos as causas permaneçam por desvendar. Entre os fatores de risco estão ser portador de VIH/SIDA ou lúpus eritematoso sistémico.
Para o diagnóstico de SSJ é necessário que a área de pele afetada seja inferior a 10% da superfície do corpo. Quando mais de 30% da pele é afetada considera-se NET, e entre 10 e 30% considera-se forma intermédia. Acredita-se que as reações SJS/TEN seguem um mecanismo de hipersensibilidade do tipo IV (não imediata). A SSJ/NET faz parte de um grupo de doenças denominado reações adversas cutâneas graves (SCAR), do qual também fazem parte a síndrome induzida por fármacos com eosinofilia e sintomas sistémicos (síndrome DRESS) e a pustulose exantemática generalizada aguda (PEGA). O eritema multiforme (EM) é geralmente considerado uma doença distinta.
O tratamento geralmente é realizado no hospital em unidades de queimados ou unidades de cuidados intensivos. Entre as medidas de tratamento estão a interrupção da causa e administração de analgésicos, anti-histamínicos, antibióticos, corticosteroides ou imunoglobulina intravenosa. As SSJ e TEN afetam anualmente 1 a 2 em cada milhão de pessoas. A doença é mais frequente em idades inferiores a 30 anos. Na maior parte dos casos a pele regenera-se ao fim de duas ou três semanas, embora a recuperação completa possa levar vários meses. O risco de morte por SSJ é de 5 a 10%.

## Causas
A reação alérgica pode ser causada por estímulos como fármacos, infecções virais e neoplasias, embora em grande parte dos casos a etiologia específica não seja facilmente identificável. As drogas mais freqüentemente suspeitas são a penicilina, os antibióticos contendo sulfamidas, os barbitúricos, os anticonvulsivantes, os analgésicos, os anti-inflamatórios não-esteróides ou o alopurinol além dos anti-virais como Nevirapina e Delavirdina. Em alguns casos, ocorre juntamente com uma outra doença grave, complicando o diagnóstico. Os fármacos e as neoplasias estão associadas frequentemente aos adultos. Em  relação as crianças se relaciona com infecções.

## Sintomas

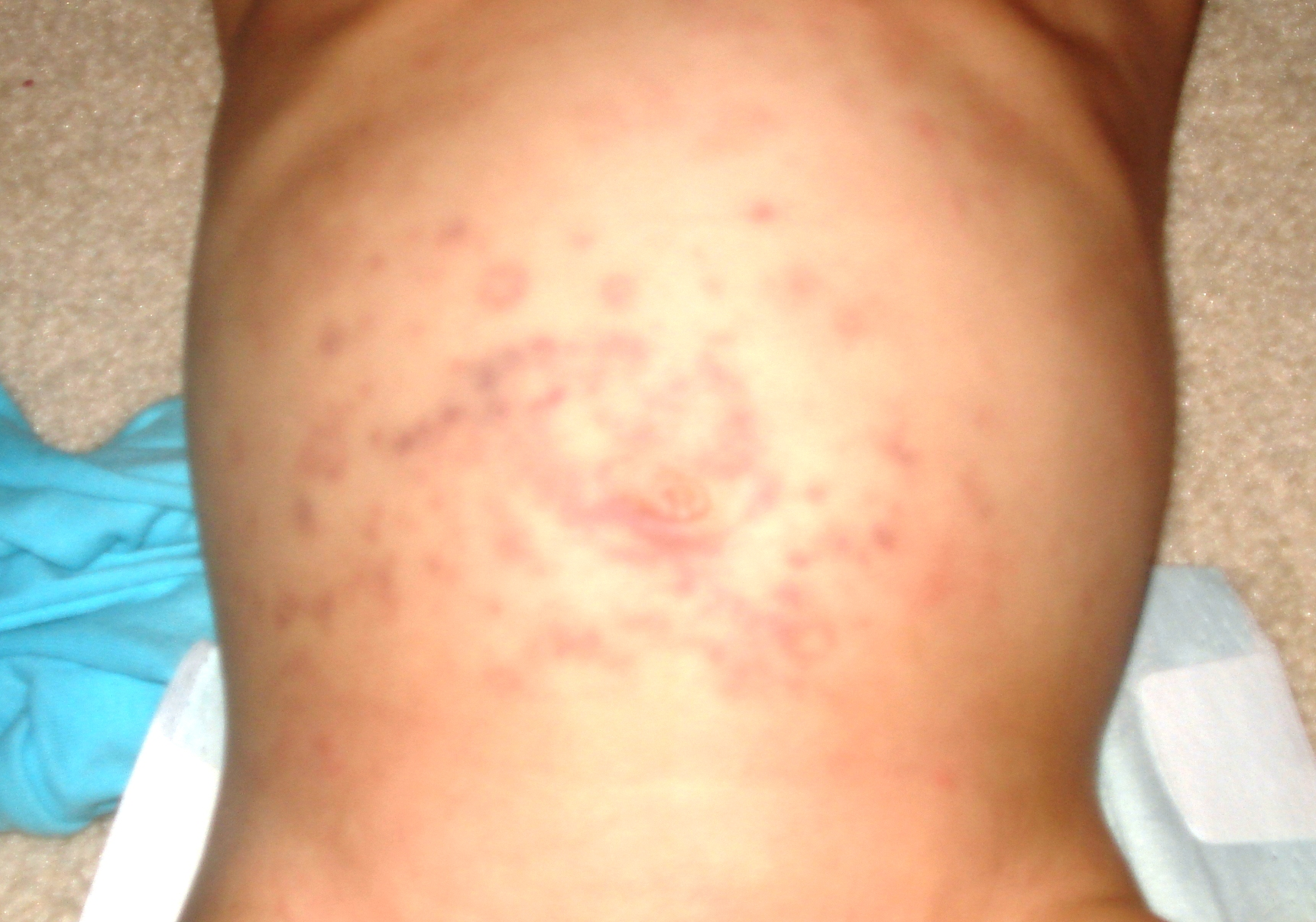
Síndrome de Stevens-Johnson

As lesões cutâneas são máculas eritematosas, bolhas sero-hemorrágicas, e púrpura. O início é geralmente abrupto, podendo ocorrer: febre, mal-estar, dores musculares e artralgia.
As lesões são extensas, envolvem várias áreas do corpo com erupções cutâneas, podendo haver também lesão da íris. A reação é facilmente observada nas mucosas bucais e conjuntivas, além de úlceras genitais.
A patologia pode evoluir para um quadro de toxémia com alterações do sistema gastrintestinal, sistema nervoso central, rins e coração (arritmias e pericardite). O prognóstico torna-se grave principalmente em pessoas idosas e quando ocorre infecção secundária. Pode evoluir para uma forma mais grave, a Necrólise Epidérmica Tóxica (NET), na qual a camada superior da pele desprende-se em camadas. São consideradas espectros de uma mesma doença, apresentando, inclusive, fases intermediárias. A destruição cutânea provoca a perda importante de líquidos e eletrólitos e torna estes pacientes vulneráveis a infeções que complicam ainda mais o quadro clínico. Nesta fase o paciente assemelha-se muito a um grande queimado e necessita dos mesmos cuidados.
As cicatrizes decorrentes da necrose podem levar à perda de funções orgânicas. Quando atinge os brônquios, pode levar à insuficiência respiratória. Outras conseqüências: cegueira, complicações renais, complicações pulmonares, perfuração do globo ocular, hemorragia gastrointestinal, hepatite, nefrite, artralgia, artrite, febre, mialgia, entre outros.

## Diagnóstico e Tratamento

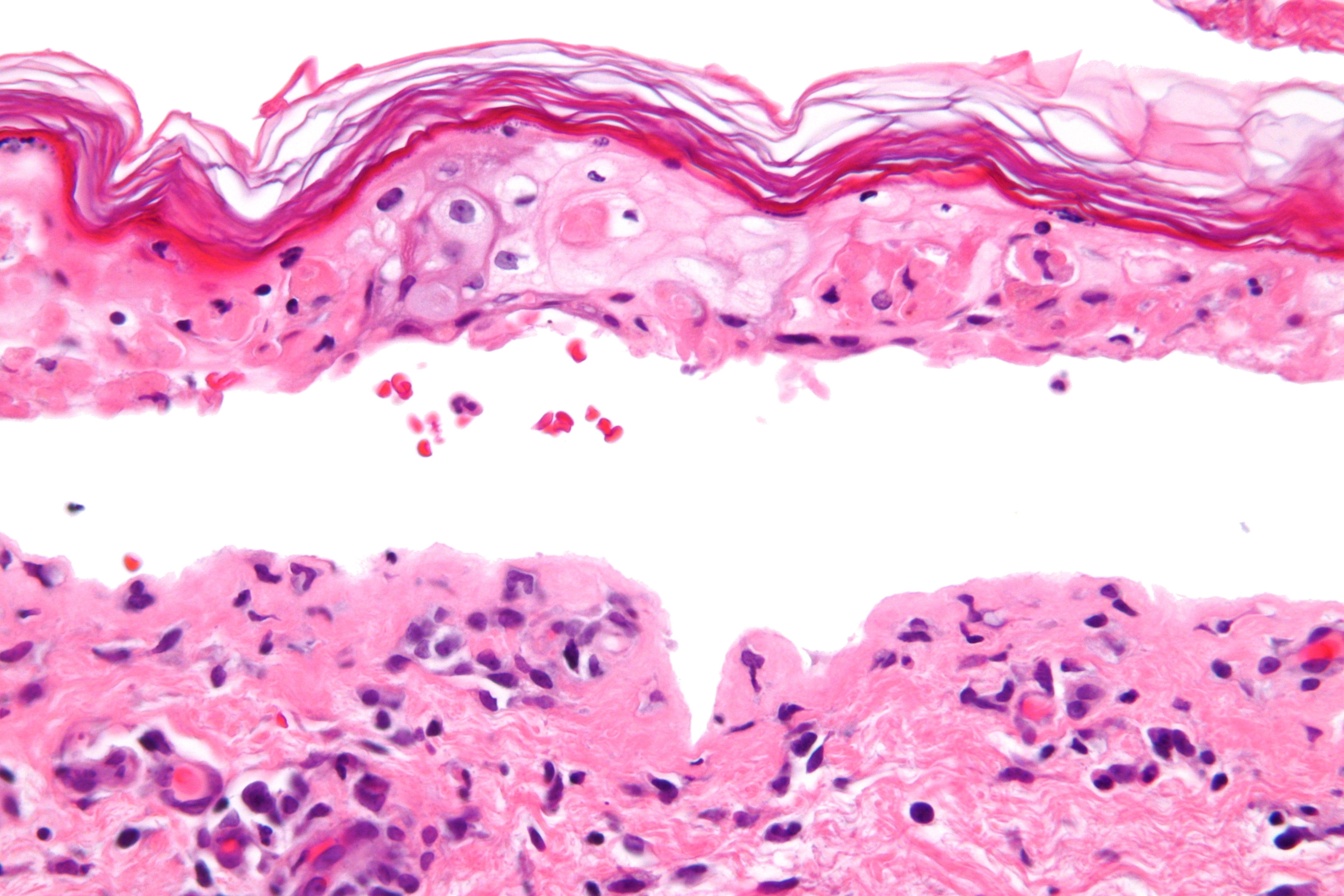
Necrose epidérmica confluente - muito alta mag
Micrografia de alta ampliação de necrose epidérmica confluente. Biópsia de pele. Mancha H&E. A necrose epidérmica confluente é vista no contexto de eritema multiforme (EM), síndrome de Stevens-Johnson (SJS) e necrólise epidérmica tóxica (TEN). SJS e TEN são geralmente considerados em um espectro e geralmente devido a medicamentos. EM é histomorfologicamente indistinguível de SJS/TEN. Geralmente é devido a uma infecção. Características histomorfológicas: Um córneo estrato do tipo cesta (indicativo da acuidade). Necrose epidérmica. Separação da epiderme e da derme. Inflamação mínima. Imagens relacionadas Baixa mag. Intermed. mag. Alta mag. Mag muito alta.

O diagnóstico geralmente é através da caracterização das erupções cutâneas, que surgem após 1 a 3 semanas da exposição ao estímulo.

### Diagnóstico diferencial
No início pode ser confundida com sarampo, eritema multiforme, síndrome DRESS, varicela, mas com a evolução o diagnóstico diferencial é feito pelo caráter da lesão cutânea e as inúmeras necroses.

### Tratamento
Deve-se interromper imediatamente o uso de medicamentos suspeitos. O paciente deve ser hospitalizado e monitorado. O doente deve ser tratado na unidade de queimados, com cuidados rigorosos para evitar infecções. É feita a reposição endovenosa dos líquidos e sais minerais perdidos devido à lesão. Devem ser utilizados colírios específicos, e uma avaliação oftalmológica diária é necessária. O uso de corticóides deve ser criterioso,  pois podem aumentar o risco de morte desses pacientes.

## Prognóstico
A prática médica tem observado que 3 a 5 por cento dos casos são letais. As lesões, nas formas menos graves, começam de 2 a 3 semanas após o início da reação.